# John Laurie
John Paton Laurie (25 de marzo de 1897 – 23 de junio de 1980) fue un actor británico. Aunque se lo recuerda principalmente por su papel del soldado James Frazer en la sitcom Dad's Army (1968-1977), también actuó en decenas de largometrajes, incluyendo filmes de Alfred Hitchcock, Michael Powell y Laurence Olivier. Además fue un notable actor teatral, particularmente en obras de Shakespeare, y recitador poético, especialmente de la obra de Robert Burns.

## Primeros años
Nacido en Dumfries, Escocia, Laurie el hijo de William Laurie (1856–1903), un empleado de un negocio textil y posteriormente sombrerero y calcetero, y Jessie Ann Brown (1858–1935). Estudió en la Academia Dumfries y abandonó la carrera de arquitectura para servir en la Primera Guerra Mundial, experiencia que le dejó particularmentely obsesionado. Tras la guerra, durante la que sirvió en la Honourable Artillery Company, se preparó para ser actor en la Central School of Speech and Drama de Londres, actuando por primera vez en el teatro en 1921.

## Carrera interpretativa
Prolífico actor de Shakespeare, Laurie interpretó muchas obras del escritor desde 1922 a 1939, entre ellas Hamlet, Ricardo III y Macbeth en el Old Vic o en Stratford-upon-Avon. Trabajó en tres películas shakespearianas de su amigo Laurence Olivier, Enrique V (1944), Hamlet (1948) y Ricardo III (1955). Él y Olivier también actuaron en la película Como gustéis (1936). Durante la Segunda Guerra Mundial, Laurie sirvió en la Home Guard, el único futuro miembro de Dad's Army en haberlo hecho.
Entre sus primeros trabajos cinematográficos se incluyen Juno and the Paycock (1930), dirigida por Alfred Hitchcock. Su tercer film, y en el que se destacó como intérprete, fue el de Hitchcock The 39 Steps (1935) en el cual interpretaba a un arrendatario y actuaba junto a Peggy Ashcroft. Otros papeles fueron el de Peter Manson en The Edge of the World, el de ordenanza de Clive Candy en Coronel Blimp (1943), un jardinero en Medal for the General y un granjero recluta en The Way Ahead (ambas de 1944), el propietario de un burdel en Fanny by Gaslight (1944), el repugnante Pew en la cinta de Disney La isla del tesoro (1950), y el Dr. MacFarlane en Hobson's Choice (1954).  
En la película de 1945 I Know Where I'm Going!, Laurie tenía un pequeño papel en secuencia en una céilidh, apareciendo además como asesor de la misma. Laurie también actuó en la película de Disney One of Our Dinosaurs is Missing (1975) y en The Prisoner of Zenda (1979). Una de sus últimas interpretaciones, con aspecto frágil, tuvo lugar en Return to the Edge of the World, dirigida por Michael Powell en 1978. Su última actuación tuvo lugar en la serie de Radio 4 Tony's, junto a Victor Spinetti. Cuando Laurie falleció fue reemplazado por Deryck Guyler.
Su papel de Frazer, el flaco y pesimista funerario y soldado de la Home Guard en la popular sitcom de la BBC Dad's Army, sigue siendo su papel televisivo de mayor fama, aunque también actuó en muchas series británicas de las décadas de 1950, 1960 y 1970, entre ellas Tales of Mystery, Dr. Finlay's Casebook y Los vengadores.

## Vida personal
Laurie se casó dos veces. Su primera esposa, Florence Saunders, a la que había conocido en el Old Vic, falleció en 1926. Su segunda mujer fue Oonah V. Todd-Naylor, con la que tuvo una hija. John Laurie falleció en 1980 en el Hospital Chalfont and Gerrards Cross, en Chalfont St Peter, Inglaterra, a causa de un enfisema. Tenía 83 años de edad. Sus restos fueron incinerados, y las cenizas esparcidas en el mar.

## Selección de su filmografía
| - Juno and the Paycock (1930) - Red Ensign (1934) - The 39 Steps (1935) - As You Like It (1936) - Tudor Rose (La rosa de los Tudor) (1936) - Her Last Affaire (1936) - East Meets West (1936) - The Edge of the World (1937) - Farewell Again (1937) - A Royal Divorce (1938) - Las cuatro plumas (1939) - Laugh It Off (1940) - Dangerous Moonlight (1941) - The Ghost of St Michaels (1941) - The Gentle Sex (1943) - Coronel Blimp (1943) - The Demi-Paradise (1943) - The Lamp Still Burns (1943) - The Way Ahead (1944) - Fanny by Gaslight (1944) - Henry V (1944) - The Agitator (1945) - The World Owes Me a Living (1945) - Great Day (1945) - I Know Where I'm Going! (1945) - School for Secrets (1946) | - The Brothers (1947) - Jassy (1947) - Uncle Silas (1947) - Mine Own Executioner (1947) - Hamlet (1948) - Bonnie Prince Charlie (1948) - Floodtide (1949) - La isla del tesoro (1950) - Happy Go Lovely (1951) - Pandora and the Flying Dutchman (1951) - Laughter in Paradise (1951) - Saturday Island (1952) - The Fake (1953) - The Great Game (1953) - Devil Girl from Mars (1954) - Hobson's Choice (1954) - Richard III (1955) - Campbell's Kingdom (1957) - Kidnapped (1960) - Don't Bother to Knock (1961) - Ladies Who Do (1963) - Siege of the Saxons (1963) - Mister Ten Per Cent (1967) - Dad's Army (1971) - One of Our Dinosaurs Is Missing (1975) - The Prisoner of Zenda (1979) |